# Unterengadiner Museum

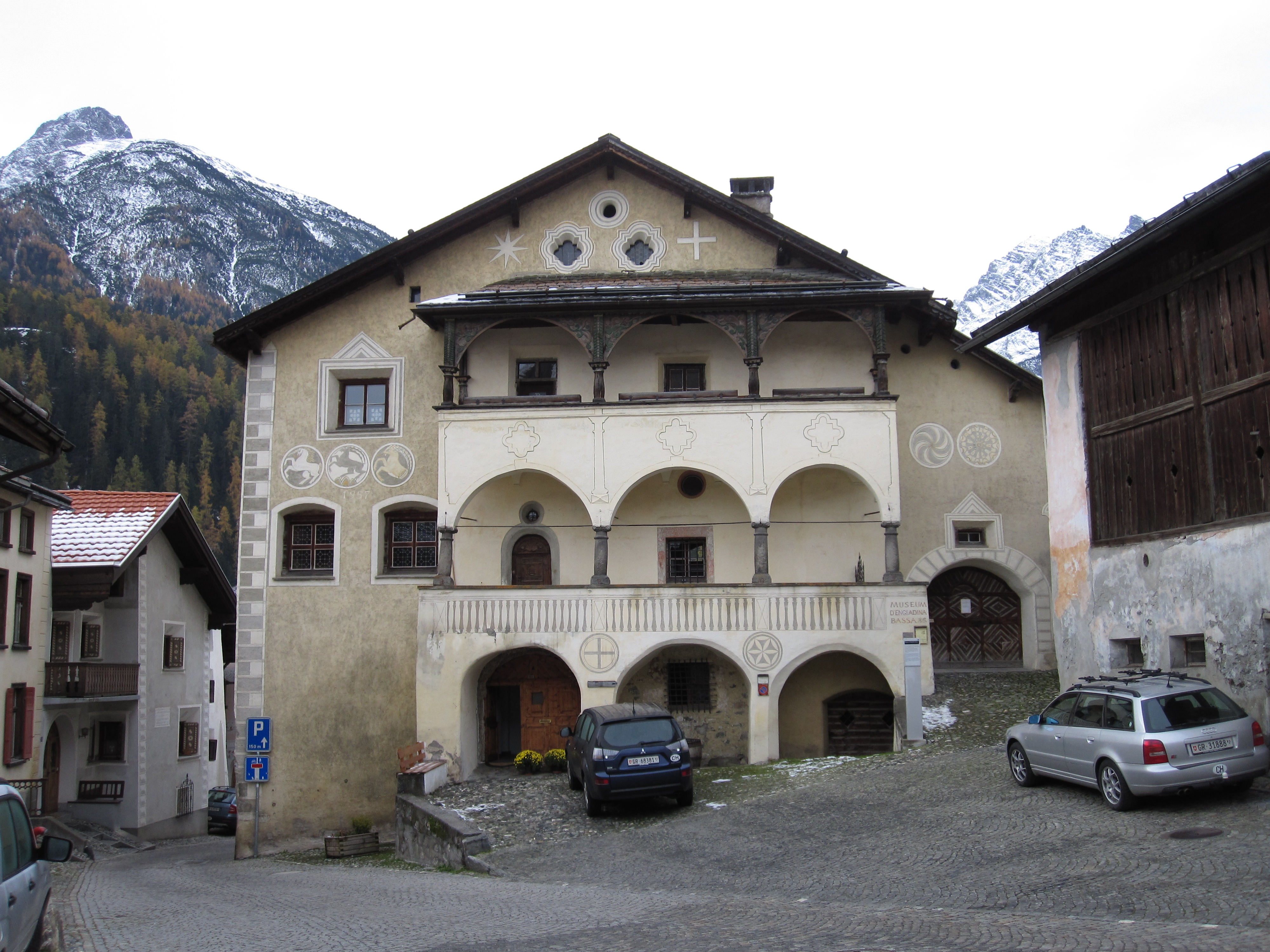
Das Unterengadiner Museum

Das Unterengadiner Museum (rätoromanisch im Idiom Vallader Museum d’Engiadina Bassa) ist ein regionales Heimat- und Volkskundemuseum im unterengadinischen Scuol. Es ist untergebracht in der Chà Gronda (= Grosses Haus) in Scuol Sot auf dem Plaz. Das Patrizierhaus mit mittelalterlicher Bausubstanz wurde 1702–04 renoviert und zu seiner heutigen Grösse ausgebaut.
Gezeigt wird das gesamte Inventar des traditionellen Engadinerhauses mit allen Räumlichkeiten, zudem ehemaliges landwirtschaftliches Gerät des Unterengadins und naturgeschichtliche Objekte.
Die erste rätoromanische, in der Scuoler Druckerei hergestellte Bibel aus dem Jahr 1679 gehört ebenfalls zu den Dauerexponaten. 

## Varia
Das Engadiner Museum in St. Moritz im Oberengadin orientiert sich an der Chà Gronda als Vorbild.